# Kijkshop
Kijkshop was een winkelketen. Het bedrijf exploiteerde in Nederland op het hoogtepunt ruim 100 filialen en tot 2007 ook een aantal filialen in België, onder de naam "Bestsellers". Kijkshop bood een assortiment van non-foodartikelen, zoals consumentenelektronica en sieraden. Het hoofdkantoor van de Kijkshop bevond zich in Zaltbommel. Op 23 januari 2018 werd voor de Kijkshop faillissement aangevraagd. Op 17 december 2019 keerde Kijkshop terug als webwinkel.

## Winkelformule

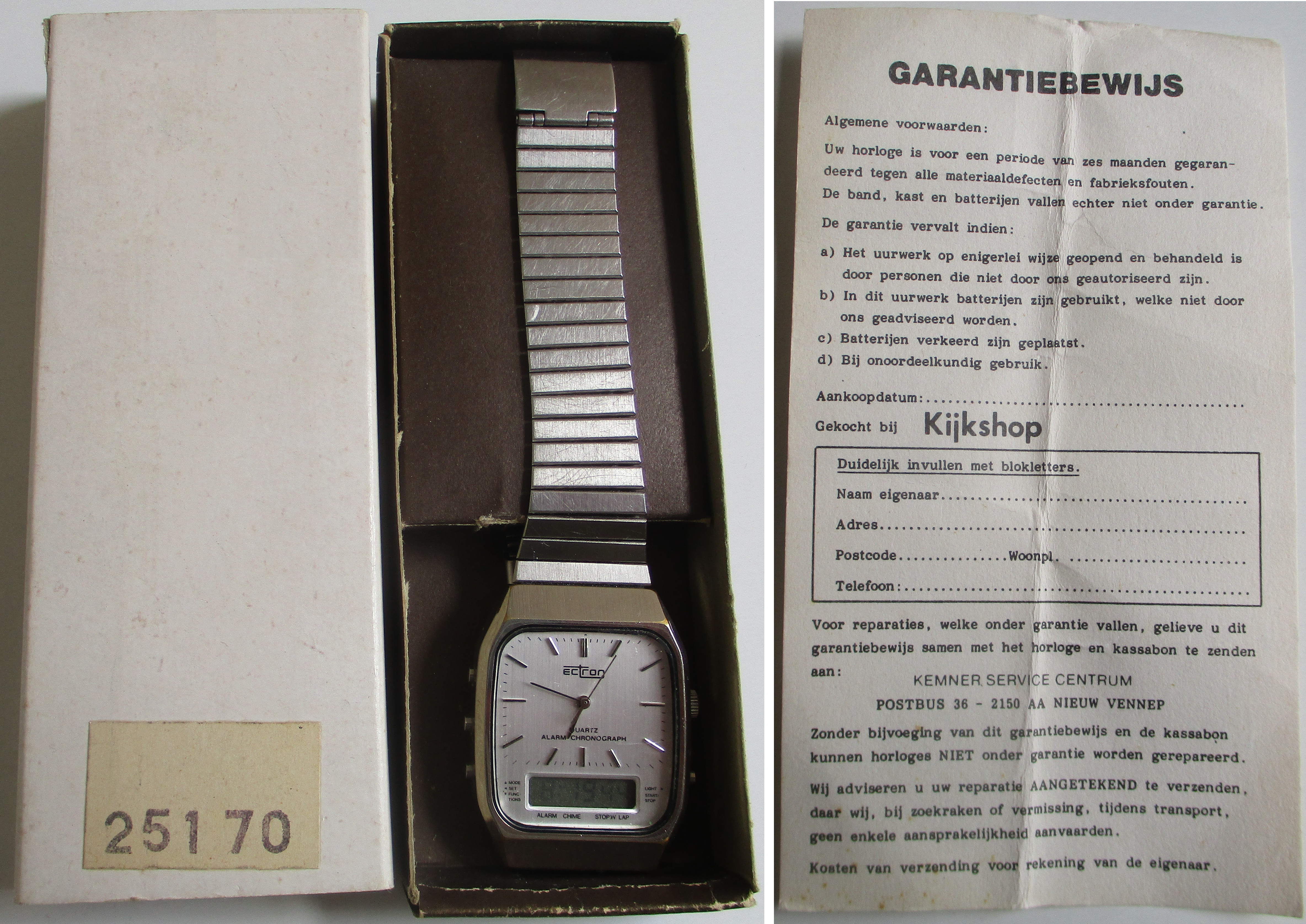
Horloge van Kijkshop in originele verpakking met garantiebewijs (circa 1980)

In 1973, in het pre-internettijdperk, werd het eerste filiaal van Kijkshop geopend in 's-Hertogenbosch door Jan Beckers volgens een nieuwe winkelformule. Alle producten in de winkels stonden in glazen vitrines; vandaar de naam "Kijkshop". Bij ieder product stond een artikelomschrijving. Klanten konden langs en rondom de vitrines lopen en het  productnummer van een artikel dat ze wilden kopen op een formuliertje invullen. Bij de balie konden zij dan direct het product afrekenen en meenemen. Het nieuwe was dat de klanten het product zelf uitkozen op basis van de beschrijvingen. De medewerkers van de winkel stonden in principe alleen achter de balie om af te rekenen en het product te overhandigen. Vanuit een magazijn werden de producten aan de kassamedewerkers doorgegeven. Op die manier was Kijkshop minder kosten kwijt aan personeel dan andere bedrijven en had geen last van winkeldiefstal. De kracht van het oorspronkelijke concept was het beperkte maar snel wisselende assortiment van exclusieve, relatief goedkope trendy artikelen, met een aantrekkelijke prijs-kwaliteitsverhouding.
In 1999 werd het winkelconcept gecombineerd met een webwinkel onder de naam kijkshop.nl. Het logo van de winkels werd veranderd in kijkshop.nl. Na het faillissement van de winkelketen in januari 2018 kocht de eigenaar Konrad van den Bosch zelf de merknaam Kijkshop, waarna deze eind 2019 als gewone webshop werd voortgezet.

## Geschiedenis
Kijkshop was tot 2002 onderdeel van Maxeda, voorheen VendexKBB. Dat jaar werd Kijkshop door middel van een managementbuy-out losgemaakt van haar moederbedrijf en kwam terecht bij de holding Retail Network. Na verkoop door Retail Network aan het Zweedse Klockgrossisten i Norden Netherlands BV (KIN) in 2007 werd de winkelformule van een Kijkshopfiliaal in Utrecht op proef veranderd. In deze winkel werd een groot deel van de producten op een reguliere wijze toonbaar gemaakt.
In maart 2015 werd Kijkshop gekocht door het eveneens Zweedse investeringsbedrijf listérus & partners Capital Advisors AB. Op het hoogtepunt had Kijkshop ruim 100 filialen. Onder de nieuwe eigenaar werd een aantal filialen gesloten. In maart 2017 kondigde het bedrijf aan dat het 20 van de nog overgebleven 87 filialen ging sluiten vanwege tegenvallende omzetcijfers en verliezen.
In september 2017 werd Kijkshop opnieuw verkocht. Deze keer aan het Zweedse investeringsbedrijf SparkistanStClemens AB. Op 22 januari 2018 werd bekendgemaakt dat alle filialen gesloten zouden worden. Op 23 januari werd het faillissement aangevraagd. Hiermee verloren vierhonderd medewerkers hun baan.
In december 2019 keerde Kijkshop terug als webwinkel, maar in maart 2021 werden de activiteiten gestaakt. In 2021 werden de merknamen en websites van Kijkshop wederom verkocht. De nieuwe eigenaar maakte er een live shopping-webshop van, waarbij de producten door influencers worden verkocht via livestreams.